# Bahnhof Berlin-Neukölln
Der Bahnhof Neukölln im gleichnamigen Ortsteil des Berliner Bezirks Neukölln mit der S-Bahn-Station (offizielle Bezeichnung ‚Berlin-Neukölln‘) und der U-Bahn-Station ist ein wichtiger Kreuzungspunkt des Nahverkehrs in Berlin. Der Bahnhof liegt im nördlichen, dicht besiedelten Teil von Neukölln an der Karl-Marx- / Ecke Saalestraße. Berlin-Neukölln ist auch die Bezeichnung des überwiegend westlich der Karl-Marx-Straße liegenden Güterbahnhofs an der Ringbahn.

## Ringbahnhof

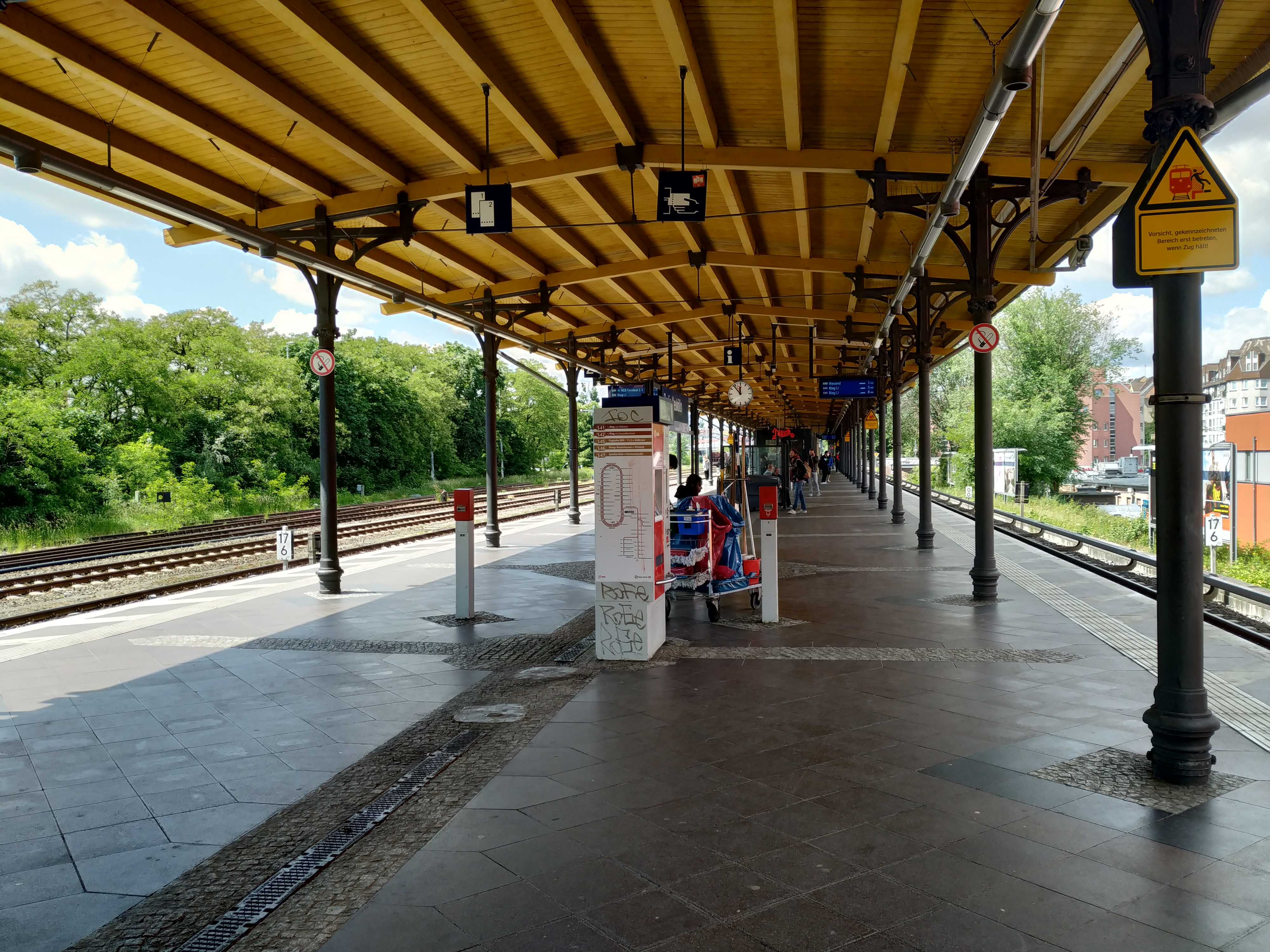
S-Bahnsteig

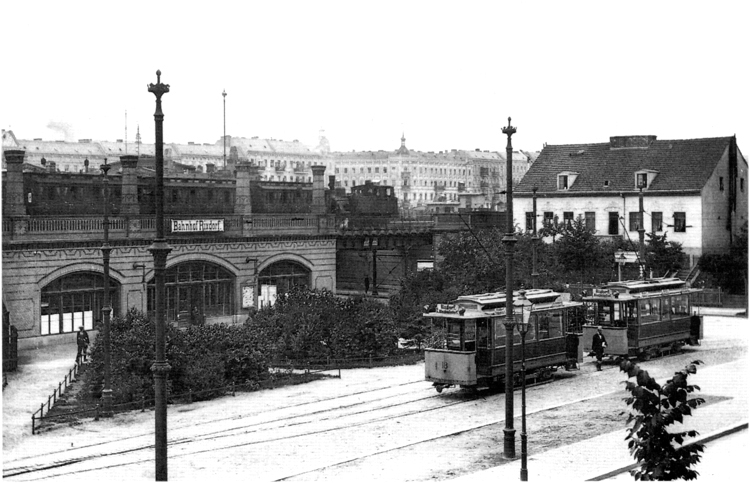
Zwei Berolina-Wagen der Südlichen Berliner Vorortbahn am 3. Juni 1901 am Bahnhof Rixdorf

Am 15. November 1871 ging der erste Teil der neuen, zweigleisigen Ringbahnstrecke von Moabit über Weißensee nach Schöneberg in Betrieb. Gut anderthalb Monate später fuhren auch die ersten Personenzüge auf der neuen Trasse, dafür errichtete das Königreich Preußen auch in der Gemeinde Rixdorf einen gleichnamigen Bahnhof. Dieser lag, wie die Trasse, ebenerdig. Passanten konnten nur über eine hohe Holzbrücke die Schienen queren. Für Fahrzeuge war die Durchfahrt entlang der heutigen Karl-Marx-Straße nicht mehr möglich.
Aufgrund des hohen Verkehrsaufkommens ließ die Königliche Direction der Niederschlesisch-Märkischen Eisenbahn (NME, Teil der Preußischen Staatseisenbahnen) die Ringbahn von 1887 bis 1896 viergleisig ausbauen. Im Rahmen dieser Arbeiten wurden 1890 die Trasse und der Bahnhof Rixdorf auf einen aufgeschütteten Damm verlegt. Die Bergstraße, so hieß die Landstraße nach Rudow seit etwa 1877, wurde mit einer Brücke gequert. Vermutlich wenige Jahre später erhielt der Bahnhof außerdem ein gelb geziegeltes Empfangsgebäude.
Spätestens seit dieser Zeit besaß die Gemeinde Rixdorf einen sehr schlechten Ruf, was unter anderem der Satz „In Rixdorf ist Musike“ ausdrückte. Straßenhändler, Prostituierte und Diebstahl sollen dort Alltag gewesen sein, sodass der Name ‚Rixdorf‘ pauschal etwas Schlechtes ausdrückte. Deshalb benannte sich die Gemeinde 1912 – auf Initiative des Bürgermeisters Hermann Boddin hin – in ‚Neukölln‘ um. Seit dem 15. März 1912 trug der Ringbahnhof den Namen ‚Bahnhof Neukölln‘. Seit 1920 gehört Neukölln zum Stadtgebiet Berlins, Neukölln bildete den 14. Berliner Verwaltungsbezirk.

### S-Bahnhof
Bald darauf fand die sogenannte „Große Elektrisierung“ statt – Stadt-, Ring- und Vorortbahnen wurden elektrifiziert. Die Arbeiten an der Ringbahn erfolgten in den Jahren 1927–1928. Am 6. November 1928 hielten die ersten elektrischen Züge am Bahnhof Neukölln. Aber erst 1929 wurden die Vorortbahnen mit Dampfverkehr vollständig auf elektrischen Betrieb umgestellt. Mit der Verlängerung der Untergrundbahn von der Bergstraße bis zur Grenzallee einigten sich die Deutsche Reichsbahn und die Stadt Berlin darauf, für den neuen Umsteigepunkt auch ein neues Zugangsbauwerk zu errichten, ähnlich wie bereits zuvor am Bahnhof Tempelhof. Das Bauwerk führte der U-Bahn-Architekt Alfred Grenander aus, der besonders ein Baumeister der Neuen Sachlichkeit war. Diesen Stil wendete er auch hier an und schuf ein rotbraun geklinkertes Gebäude, dessen Hauptzugang zur Kreuzung Bergstraße (heute: Karl-Marx-Straße) / Ecke Saalestraße führte.
Nach der durch den Zweiten Weltkrieg bedingten Einstellung des Betriebes im Frühjahr 1945 konnte ab dem 18. Juni 1945 die Berliner Ringbahn wieder mit elektrischen Zügen befahren werden, bereits im Jahr 1947 war das Streckennetz der Berliner S-Bahn weitgehend wiederaufgebaut. Die Ringbahn-Züge konnten ungeachtet der Sektorengrenzen durch ganz Berlin fahren. 1961 zerschnitt die Errichtung der Berliner Mauer den S-Bahn-Ring in zwei Teile. Der Bahnhof Neukölln war nun vorletzte Station der Strecken zum Bahnhof Sonnenallee und Köllnische Heide.
Dennoch blieb auch der westliche Teil des Netzes unter Verwaltung und Betrieb der Ost-Berliner Reichsbahndirektion. Dies führte bereits kurz darauf zu Boykottaufrufen seitens des Deutschen Gewerkschaftsbundes, die durch Stadt und Gesellschaft unterstützt, zumindest jedoch geduldet wurde. Eine Folge dessen waren rapide sinkende Fahrgastzahlen der S-Bahn. Bis 1980 hielt die Reichsbahn den Betrieb trotz weniger tausend Fahrgäste pro Tag aufrecht. Nach einem Eisenbahnerstreik im Jahr 1980 – die Mitarbeiter verlangten unter anderem höhere Löhne aufgrund schlechter Arbeitsbedingungen – nutzte die Reichsbahn die Gelegenheit und legte einen Großteil des West-Berliner S-Bahn-Netzes nach Streikende still. Dazu zählte auch der im Westteil der Stadt verlaufenden Teil der Ringbahn mit dem Bahnhof Neukölln.
Dieser Dornröschenschlaf hielt an; weder die Stadt Berlin noch die Reichsbahn, die nur noch ein Rumpfnetz in Berlin betrieb, dachten vorerst daran, die Ringbahn wieder in Betrieb zu nehmen. 1984 wurden die noch betriebsfähigen S-Bahn-Strecken an die Berliner Verkehrsbetriebe (BVG) übergeben, die einen eingeschränkten Betrieb aufrechterhielten. Dennoch gewann das Thema S-Bahn zunehmend an Popularität, 1985 standen Abgeordnetenhauswahlen in West-Berlin an, sodass sich dies auch gut als Wahlkampfthema verkaufte. Ende der 1980er Jahre reiften die Pläne seitens der BVG und der Senatsverwaltung für Verkehr für eine Inbetriebnahme der Ringbahn. Zunächst war ein vorläufiger Betrieb zwischen Westend und den beiden Grenzbahnhöfen Sonnenallee und Köllnische Heide geplant. Die Eröffnung war für den Zeitraum 1992–1995 vorgesehen.
Dazu kam jedoch 1989 der Mauerfall und 1990 die Wiedervereinigung der beiden Stadthälften, neue Verbindungen zwischen den beiden Stadthälften wurden notwendig. Die ehemalige Ringbahn bot sich dafür an, noch 1990 begannen die ersten Arbeiten dafür. Der planmäßige Eröffnungstermin für die Strecke Köllnische Heide – Westend wurde wegen des gleichzeitigen Wiederaufbaus des Abschnittes Baumschulenweg – Köllnische Heide auf 1993 verschoben. Der S-Bahnhof Neukölln erhielt eine umfassende Grundsanierung, das aus dem Jahr 1930 stammende Empfangsgebäude ließ die Stadt auffrischen, neue Bahnsteigdächer überdachen nun den in Richtung Westen verlängerten Bahnsteig komplett, ein Aufzug mit direktem Übergang zur U-Bahn ergänzt seitdem den Bahnhof. Die feierliche Eröffnung der Strecke Baumschulenweg – Bahnhof Berlin Westend fand am 17. Dezember 1993 statt.
Seitdem wuchs die Bedeutung des Bahnhofs stetig. Seit dem 18. Dezember 1997 fahren die S-Bahnen der Ringbahn Richtung Osten wieder zum Treptower Park, im Westen ebenfalls bis nach Jungfernheide (bereits ab 15. April), seit dem 21. Dezember 1999 bis zum Westhafen. Am 15. Juni 2002 war der Ring wieder komplett, aber erst seit dem 28. Mai 2006 fahren die Züge wieder auf der Strecke als Vollring. Eine Rundfahrt dauert eine Stunde.

### Güterbahnhof

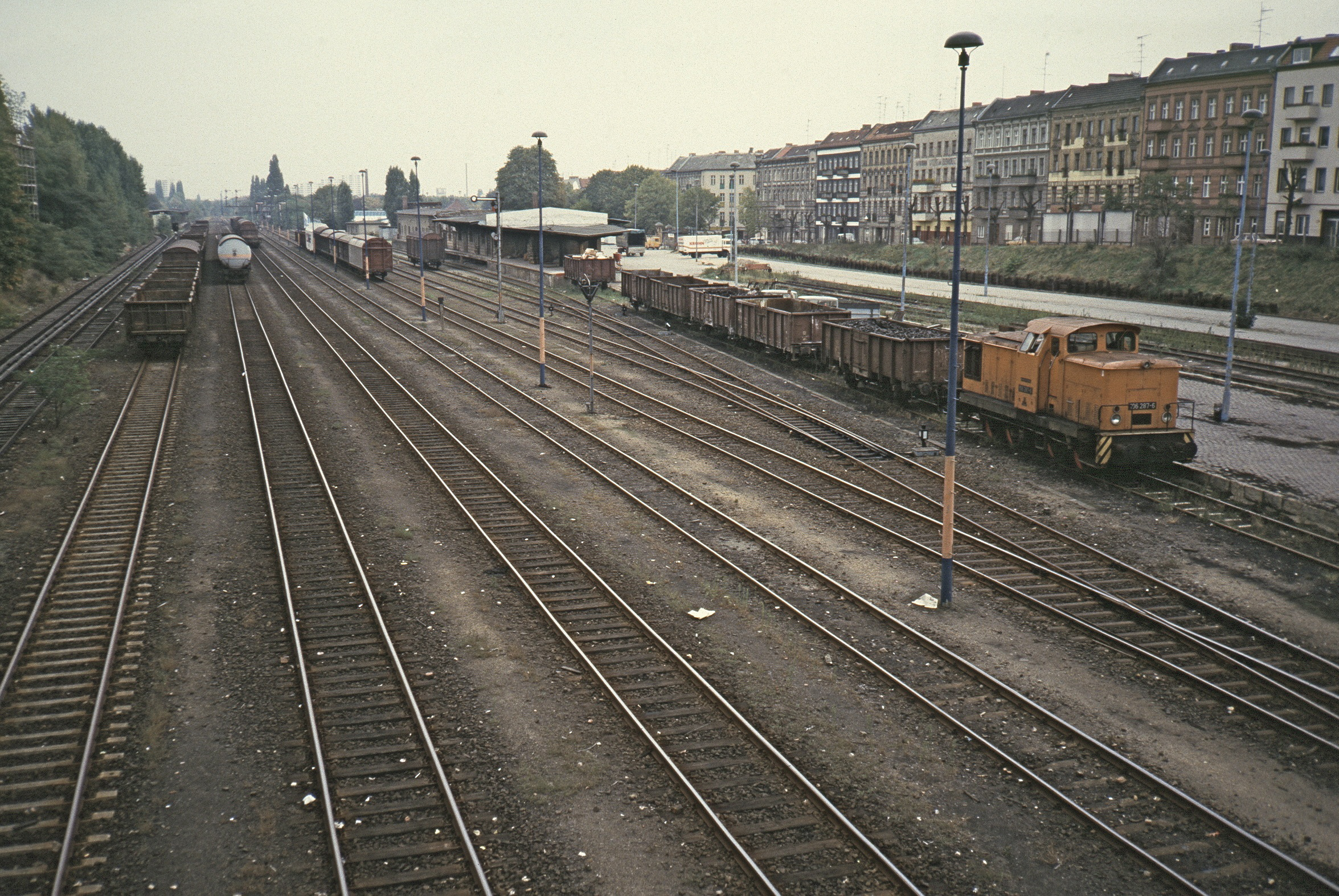
Güterbahnhof Neukölln, links im Hintergrund der S-Bahnhof, 1986

Mit der Trennung des S-Bahn-Verkehrs vom übrigen Eisenbahnverkehr entstand aus den Gütergleisen der eigenständige Güter- und Kreuzungsbahnhof. 2022 verfügt er neben dem Durchgangs- und dem Kreuzungsgleis an der eingleisigen Strecke noch über vier beidseitig angebundene Abstellgleise. Ehemals vorhandene Ladegleise sind entfernt. Westlich vom Güterbahnhof schließt die Neukölln-Mittenwalder Eisenbahn an.

## U-Bahnhof

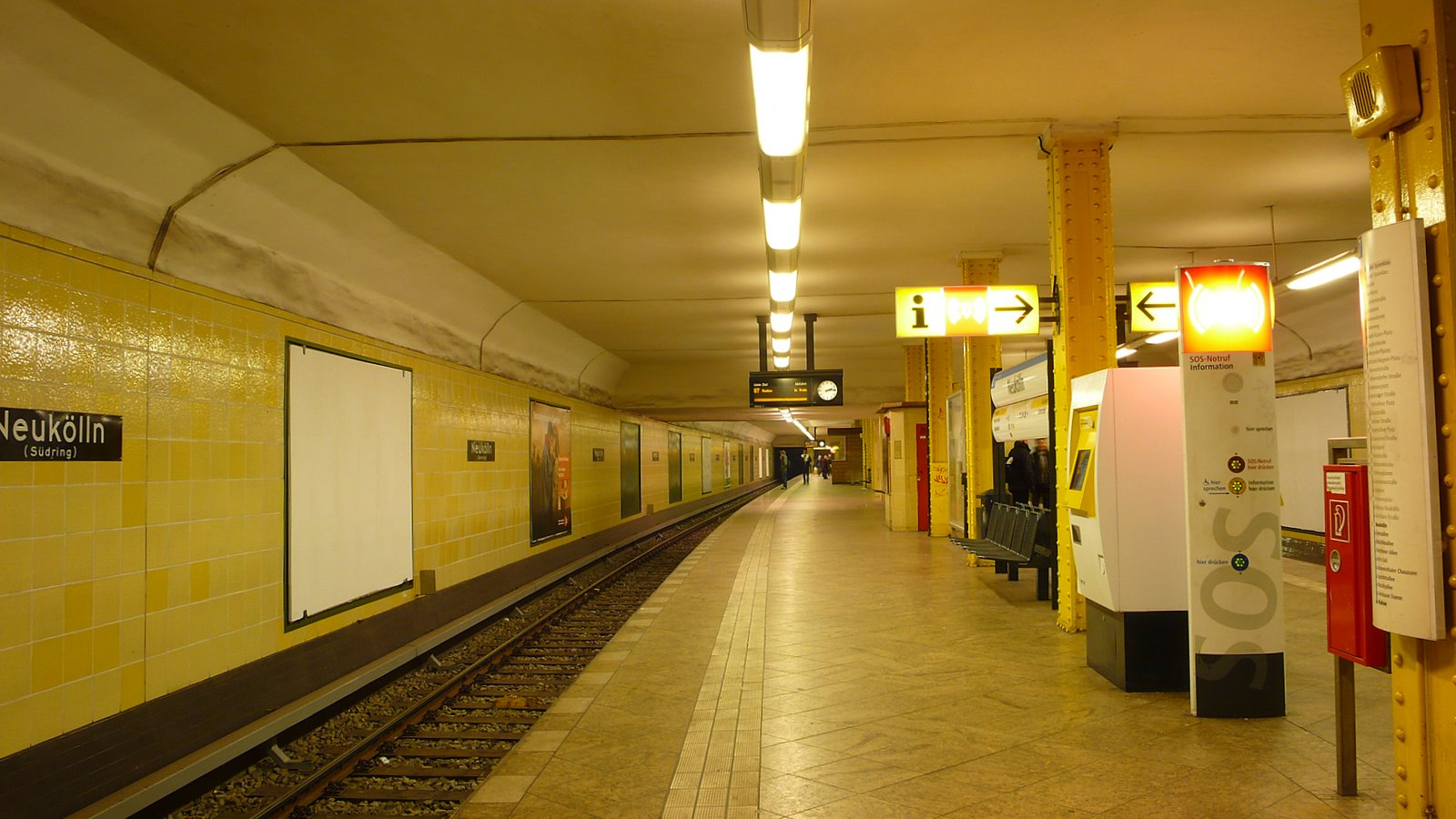
U-Bahnsteig

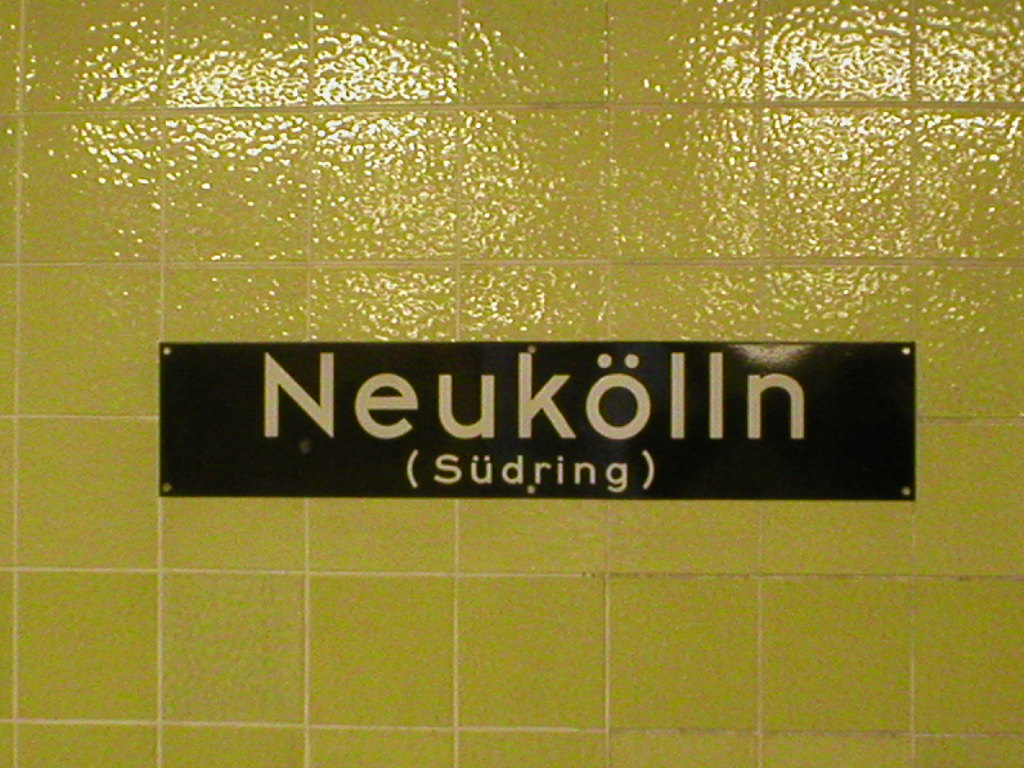
Seit 1992 trägt der U-Bahnhof wieder den Zusatz ‚Südring‘

Seit dem 21. Dezember 1930 queren die Züge der Berliner U-Bahn die Ringbahn an der Station Neukölln. Mit der damaligen Nord-Süd-U-Bahn – der heutigen Linie U7 – kann man auch heute noch unter der Karl-Marx-Straße zum Hermannplatz fahren, seit 1984 sogar darüber hinaus bis nach Spandau. In südlicher Richtung fahren die Züge über Britz und Gropiusstadt bis zum U-Bahnhof Rudow.
In mehreren kleinen Etappen eröffnete die Stadt Berlin in den 1920er Jahren die Nord-Süd-U-Bahn durch die Mitte Berlins mit Anschlüssen nach Tempelhof und Neukölln. Im Jahr 1924 ging der Neuköllner Zweig mit der Strecke Belle-Alliance-Straße – Hasenheide in Betrieb, darauf folgte 1926 die Erweiterungen bis Bergstraße. Damit war bereits die damalige Bergstraße als Radiale nach Norden zur Friedhofstraße (heute: Columbiadamm) und nach Süden zur Grenzallee erreicht. Um aber auch die letzten Potentiale dieser auszunutzen und auch um weitere Fahrgäste zu gewinnen, beschloss die Stadt Berlin eine Verlängerung der Nord-Süd-U-Bahn um zwei Stationen bis zum zukünftigen Endbahnhof Grenzallee. Unter anderem befanden sich der städtische Neuköllner Friedhof und das damalige Rathaus an der Strecke.
Den Bahnhof Neukölln konzipierte der schwedische Architekt Alfred Grenander. Seinem Prinzip der Farbreihenfolge und der Neuen Sachlichkeit nach gestaltete er den Bahnhof Neukölln schlicht und nüchtern. Die Grundfarbe des Bahnhofs war und ist ein helles Gelb, das sowohl an der Gleishinterwänden als auch an den Stützen verwendet wurde, unter anderem durch große quadratische Fliesen.
Anlässlich des Baues des U-Bahnhofs einigte sich die Stadt Berlin mit der Deutschen Reichsbahn über den Bau eines neuen Zugangsbauwerkes. Auch dieses führte Grenander im Stil der Neuen Sachlichkeit aus, das rotbraune Klinkerbauwerk ermöglichte so einen raschen Übergang zwischen der Stadtschnellbahn und der Untergrundbahn. Ab dem 21. Dezember 1930 fuhren die ersten Züge in Richtung Grenzallee beziehungsweise zur Weddinger Seestraße.
Im Jahr 1933 übernahmen die Nationalsozialisten die Macht in Deutschland. Sie entwickelten im Rahmen der „Germania“-Pläne überdimensionierte Pläne für den Bau neuer U-Bahn-Strecken, unter anderem sollten künftig am Bahnhof Neukölln U-Bahnen zum Buschkrug fahren. Dann begann jedoch der Zweite Weltkrieg; die Pläne waren Makulatur. Ab dem 1. April fuhren die Züge der Linie CI nun nicht mehr bis zur Grenzallee, der Verkehr endete bereits zwei Stationen vorher an der Bergstraße. Grund dafür war, dass im U-Bahn-Tunnel Rüstungsarbeiten durch die Henschel Flugzeug-Werke ausgeführt wurden; U-Bahn-Verkehr hätte diese Arbeiten behindert. Ein Jahr später war der Betrieb in Berlin auf allen U-Bahn-Strecken eingestellt.
Erst am 26. Juli 1945 fuhren die ersten Züge wieder bis zum Bahnhof Grenzallee, nachdem umfangreiche Arbeiten zur Wiedernutzung der zweckentfremdeten U-Bahn-Tunnel verrichten worden waren. Alsbald spaltete sich die Stadt Berlin nicht nur politisch, sondern auch verkehrstechnisch, ab 1949 gab es nun zwei BVG-Betriebe.
Zwölf Jahre später ließ die DDR die Berliner Mauer errichten, die S-Bahn in West-Berlin fuhr jedoch immer noch unter DR-Regie. Das führte zu Boykottaufrufen, sodass auch kurz danach die BVG den bisherigen Bahnhofsnamen „Neukölln (Südring)“ auf „Neukölln“ verkürzen ließ, um die Umsteigemöglichkeit zur S-Bahn zu kaschieren.
Im Laufe der folgenden Jahre gab es immer wieder neue Streckenziele für die U-Bahnen am Bahnhof Neukölln. Ab 1956 fuhren die Züge der Linie CI bis zum Reinickendorfer Kurt-Schumacher-Platz, ab 1958 gar bis ins nördliche Tegel, eine Verlängerung bis zum südlichen Neuköllner U-Bahnhof Britz-Süd folgte 1963. Erst 1966 ließ die BVG die Nord-Süd-Bahn die Linien CI und CII in zwei unabhängige Linien aufteilen, sodass ab diesem Zeitpunkt Züge der Linie 7 am Bahnhof Neukölln hielten. Durch Verlängerung der Linie 7 waren die Endpunkte Richtung Süden ab 1970 Zwickauer Damm und ab 1972 Rudow, in Richtung Norden ab 1971 Fehrbelliner Platz, 1978 Richard-Wagner-Platz, 1980 Rohrdamm und schließlich 1984 Rathaus Spandau.
Nach der politischen Wende in der DDR und der anschließenden Wiedervereinigung der beiden Berliner Stadthälften erhielt die U-Bahn-Station ihren ursprünglichen Namen wieder zurück. Anlässlich der baldigen Wiedereröffnung der Ringbahn-Strecke der Berliner S-Bahn heißt der Bahnhof seit 31. Mai 1992 wieder ‚Neukölln (Südring)‘. Eine von der Neuköllner Bezirksverordnetenversammlung geforderte Umbenennung in Rixdorf aus dem Jahr 1987 kamen weder Senatsverkehrsverwaltung noch BVG nach.
Im Jahr 2001 erfolgte eine Sanierung des U-Bahnhofs, wobei weitgehend am Grenanderschen Original festgehalten wurde. Seitdem besitzt auch dieser Bahnhof einen Aufzug, der einen  barrierefreien Zugang sowie einen direkten Übergang zum S-Bahnsteig ermöglicht.

## Anbindung
| Linie | Verlauf | Takt in der HVZ |
| ----- | --- | --------------- |
| ↻ ↺   | Gesundbrunnen – Schönhauser Allee – Prenzlauer Allee – Greifswalder Straße – Landsberger Allee – Storkower Straße – Frankfurter Allee – Ostkreuz – Treptower Park – Sonnenallee – Neukölln – Hermannstraße – Tempelhof – Südkreuz – Schöneberg – Innsbrucker Platz – Bundesplatz – Heidelberger Platz – Hohenzollerndamm – Halensee – Westkreuz – Messe Nord/ZOB – Westend – Jungfernheide – Beusselstraße – Westhafen – Wedding – Gesundbrunnen \|\| 05 min |                 |
|       | Südkreuz – Tempelhof – Hermannstraße – Neukölln – Köllnische Heide – Baumschulenweg – Schöneweide – Johannisthal – Adlershof – Altglienicke – Grünbergallee – Schönefeld (bei Berlin) – Waßmannsdorf – Flughafen BER \|\| 20 min |                 |
|       | Westend – Messe Nord/ZOB – Westkreuz – Halensee – Hohenzollerndamm – Heidelberger Platz – Bundesplatz – Innsbrucker Platz – Schöneberg – Südkreuz – Tempelhof – Hermannstraße – Neukölln – Köllnische Heide – Baumschulenweg – Schöneweide – Johannisthal – Adlershof – Grünau – Eichwalde – Zeuthen – Wildau – Königs Wusterhausen \|\| 20 min |                 |
|       | Hermannstraße – Neukölln – Köllnische Heide – Baumschulenweg – Schöneweide – Oberspree – Spindlersfeld \|\| 20 min |                 |
|       | Rathaus Spandau – Altstadt Spandau – Zitadelle – Haselhorst – Paulsternstraße – Rohrdamm – Siemensdamm – Halemweg – Jakob-Kaiser-Platz – Jungfernheide – Mierendorffplatz – Richard-Wagner-Platz – Bismarckstraße – Wilmersdorfer Straße – Adenauerplatz – Konstanzer Straße – Fehrbelliner Platz – Blissestraße – Berliner Straße – Bayerischer Platz – Eisenacher Straße – Kleistpark – Yorckstraße – Möckernbrücke – Mehringdamm – Gneisenaustraße – Südstern – Hermannplatz – Rathaus Neukölln – Karl-Marx-Straße – Neukölln – Grenzallee – Blaschkoallee – Parchimer Allee – Britz-Süd – Johannisthaler Chaussee – Lipschitzallee – Wutzkyallee – Zwickauer Damm – Rudow \|\| 04 min |                 |

Der Bahnhof Neukölln ist Anlaufpunkt für drei Omnibuslinien, die sowohl innerhalb des Bezirks als auch in den Nachbarbezirken verkehren. Die Buslinien führen unter anderem zum Flughafen Berlin Brandenburg, Hermannplatz, Alt-Tempelhof, dem Plänterwald und nach Marienfelde.